# Estranged
Estranged är en låt av det amerikanska bandet Guns N' Roses. Låten är spår 11 på albumet Use Your Illusion II och är 9 minuter och 23 sekunder lång. Den utgavs som singel i januari 1994. Musikvideon till låten utspelar sig på flera platser, bland annat ett oljetanker. Konsertscenerna spelades in på Olympiastadion i München.

## Medverkande
- Axl Rose – sång
- Slash – sologitarr
- Izzy Stradlin – kompgitarr, sologitarr
- Duff McKagan – basgitarr
- Matt Sorum – trummor
- Dizzy Reed – piano